# Burt Plain
Burt Plain är en slätt i Australien. Den ligger i territoriet Northern Territory, omkring 1 200 kilometer söder om territoriets huvudstad Darwin.
Omgivningarna runt Burt Plain är i huvudsak ett öppet busklandskap. Trakten runt Burt Plain är nära nog obefolkad, med mindre än två invånare per kvadratkilometer. Genomsnittlig årsnederbörd är 316 millimeter. Den regnigaste månaden är februari, med i genomsnitt 71 mm nederbörd, och den torraste är augusti, med 1 mm nederbörd.